# Asno de Buridán

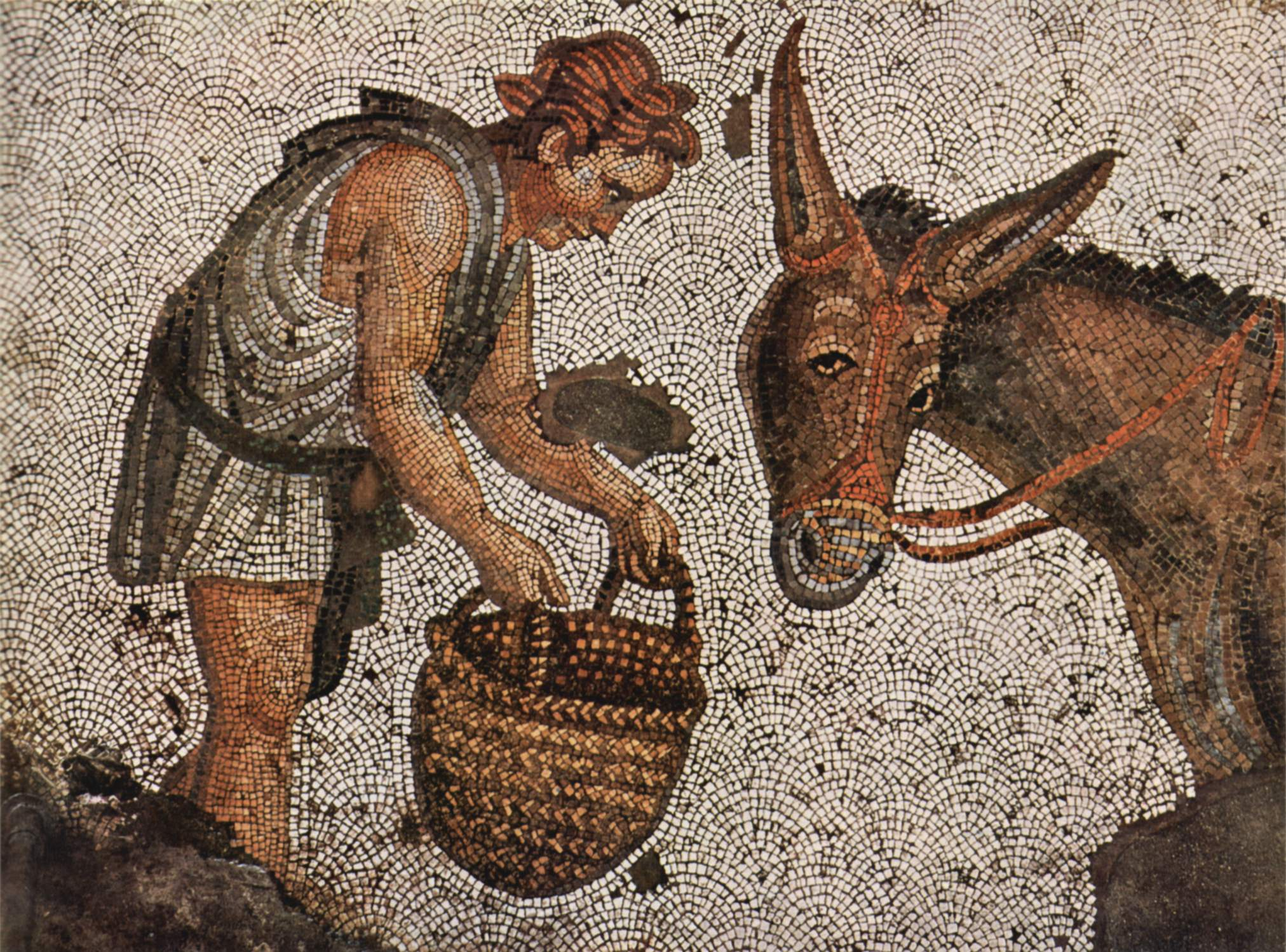
Asno en mosaico bizantino.

El asno de Buridán es la representación alegórica de una clásica paradoja de reducción al absurdo formulada en el siglo XIV contra Jean Buridan, teólogo escolástico. Discípulo de Guillermo de Ockham, era un firme defensor del libre albedrío y de la posibilidad de ponderar toda decisión a través de la razón, pero hubo de enfrentarse a las críticas de algunos pensadores coetáneos que, para satirizar sus postulados, evocaban el caso absurdo de un asno que, incapaz de decidirse ante dos montones de heno (o, en otras versiones, entre un montón de heno y un cubo de agua) iguales y a la misma distancia, acaba muriendo de inanición (o de sed). Se trataría de una paradoja, puesto que, pudiendo comer, no come porque no sabe, no puede o no quiere elegir qué montón es más conveniente. Ya Aristóteles, en el De Cælo, se había preguntado cómo un perro confrontado con dos cantidades idénticas de alimento podría comer.
Si bien el ejemplo del asno que muere de hambre por indecisión parece inverosímil, cabe imaginar casos menos extremos y más intuitivos sobre la base del mismo constructo epistemológico. Así, piénsese en alguien que sigue la máxima de hacer siempre primero lo más urgente: ante la tesitura de tener varias tareas urgentes, la propia deliberación acerca de cuál de ellas es la prioritaria le llevará a consumir una parte importante de su precioso tiempo; o en una persona que ama a dos pretendientes: ¿podría amarlos a ambos con la misma fuerza y perderlos a ambos a causa de su indecisión?

## Racionalidad y simetría

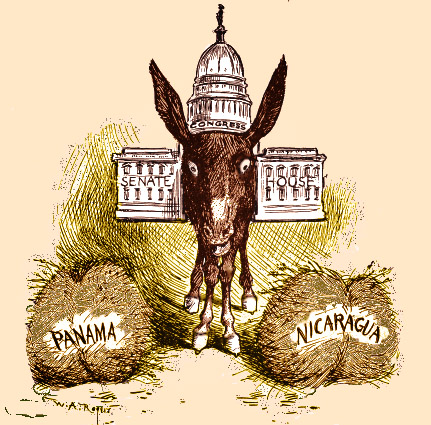
Asno de Buridán metafórico respecto a la decisión del canal interoceánico en 1900

El problema es un ejemplo del uso del principio de razón suficiente formulado siglos más tarde por Leibniz; según este postulado, si no hay una razón suficiente para que una cosa suceda en vez de otra no sucede nada, o sea, la situación inicial no cambia. La paradoja del asno de Buridán aplica el principio anterior a una situación de simetría bilateral.
Otro contexto en el que se suele aducir la paradoja es como argumento de reducción al absurdo del racionalismo para justificar la fe religiosa. Como el asno muerto de hambre, debemos supuestamente tomar una decisión no racional para evitar quedar paralizados en una duda sin fin. Un contraargumento típico responde que es perfectamente racional reconocer que ambas opciones son igualmente buenas y que podemos escoger arbitrariamente una de ellas en vez de morir de hambre [cita requerida].

## Racionalidad y valor
Por otra parte, en un contexto de interpretación ligeramente distinto al anterior, el significado atribuido a la paradoja es que permite reconocer que ya sea que consideremos racional o no a la decisión, la misma estará siempre impregnada de la noción de valor. Pues la situación planteada en la paradoja conduce a la inmovilidad porque propone al asno dos opciones de igual valor. Pero la mayoría de las decisiones humanas se basan en la percepción de una diferencia de valor, más allá de que tal valoración pueda considerarse racional o no.